# Хронологія світових рекордів з годинного бігу серед чоловіків
Світові рекорди з годинного бігу визнаються Світовою легкою атлетикою з-поміж результатів, показаних на відповідній дистанції на біговій доріжці стадіону, за умови дотримання встановлених вимог.

## Хронологія рекордів
| Результат                             | Атлет                         | Місто змагань  | Дата змагань | Примітки          | Відео |
| ------------------------------------- | ----------------------------- | -------------- | ------------ | ----------------- | ----- |
| 18 742 м                              | Альфред Шрабб Велика Британія | Глазго         | 05.11.1904   |                   |       |
| 19 021 м                              | Жан Буен Франція              | Стокгольм      | 06.07.1913   |                   |       |
| 19 210 м                              | Пааво Нурмі Фінляндія         | Берлін         | 07.10.1928   |                   |       |
| 19 339 м                              | Вільйо Гейно Фінляндія        | Турку          | 30.09.1945   |                   |       |
| 19 558 м +                            | Еміль Затопек Чехословаччина  | Прага          | 15.09.1951   |                   |       |
| 20 052 м                              | Еміль Затопек Чехословаччина  | Стара-Болеслав | 29.09.1951   |                   |       |
| 20 190 м                              | Білл Бейлі Нова Зеландія      | Окленд         | 24.08.1963   |                   |       |
| 20 232 м                              | Рон Кларк Австралія           | Джилонг        | 27.10.1965   |                   |       |
| 20 644 м                              | Гастон Рулантс Бельгія        | Левен          | 28.10.1966   |                   |       |
| 20 784 м                              | Гастон Рулантс Бельгія        | Брюссель       | 20.09.1972   |                   |       |
| 20 907 м                              | Йос Герменс Нідерланди        | Папендал       | 28.09.1975   |                   |       |
| 20 944 м                              | Йос Герменс Нідерланди        | Папендал       | 01.05.1976   |                   |       |
| 21 101 м                              | Артуро Барріос Мексика        | Ла-Флеш        | 31.03.1991   |                   |       |
| 21 285 м                              | Хайле Гебрселассіє Ефіопія    | Острава        | 27.06.2007   | [ 1 ]             |       |
| 21 330 м                              | Мо Фара Велика Британія       | Брюссель       | 04.09.2020   | [ 2 ] [ 3 ] [ 4 ] |       |
| 4 роки, 202 дні від дати встановлення |                               |                |              |                   |       |